# Campeonato Paulista de Futebol de 1988
O Campeonato Paulista de Futebol de 1988 foi a 48.ª edição do campeonato organizado pela Federação Paulista de Futebol. Teve o Corinthians como campeão e o Guarani como vice. 
Na ocasião, o Guarani conquistou o seu melhor resultado na história do torneio estadual. 
O artilheiro da competição foi Evair, da equipe alviverde campineira, que marcou 19 gols.

## Disputa do título
Em 1988, aconteceu um caso atípico no futebol paulista. Ponte Preta e Bandeirante, que haviam sido rebaixados no ano de 1987, teriam que disputar o segundo nível do futebol paulista; mas ambos entraram na justiça comum e conseguiram uma liminar para ser incluídos na primeira divisão de 1988. Vários clubes boicotaram os dois clubes, não entrando em campo para jogar contra eles. Antes do término do campeonato, a justiça desportiva derrubou a liminar da justiça comum, retirando as equipes do campeonato.
No primeiro jogo da decisão, o Corinthians empatou com o Guarani por 1 a 1, no estádio do Morumbi, em São Paulo. O meia Neto, em início de carreira, fez um gol de bicicleta pela equipe de Campinas. Édson empatou para o Corinthians.
Na segunda partida, no Estádio Brinco de Ouro da Princesa, em Campinas, as duas equipes empataram por 0 a 0 no tempo normal. Na prorrogação, o Corinthians venceu por 1 a 0, com gol do então iniciante Viola, aos quatro minutos do primeiro tempo. O árbitro foi o carioca Arnaldo Cezar Coelho, ex comentarista da Rede Globo.